# Personal im KZ Dachau

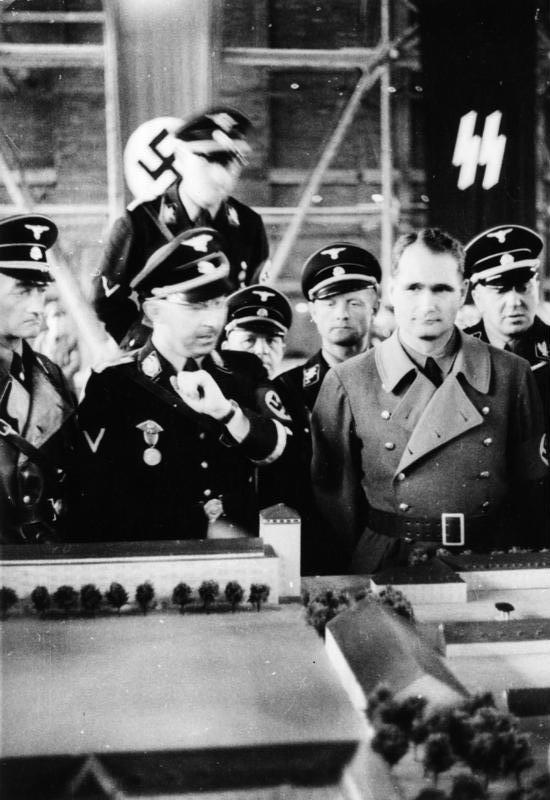
Der RFSS Heinrich Himmler besucht sein Lager

Personal im KZ Dachau umfasst als Titel dieses Artikels insbesondere die Angehörigen der Lager-SS des Konzentrationslagers Dachau, die zur Zeit des Nationalsozialismus an den dort begangenen Verbrechen unter Führung der Schutzstaffel (SS-Totenkopfverbände) beteiligt waren. Die personelle Aufteilung und die Aufgaben wurden später für alle Konzentrationslager der SS einheitlich, weitgehend nach dem Beispiel des KZ Dachau, durch die Inspektion der Konzentrationslager (IKL) als zentraler Instanz vorgegeben.

## Überblick

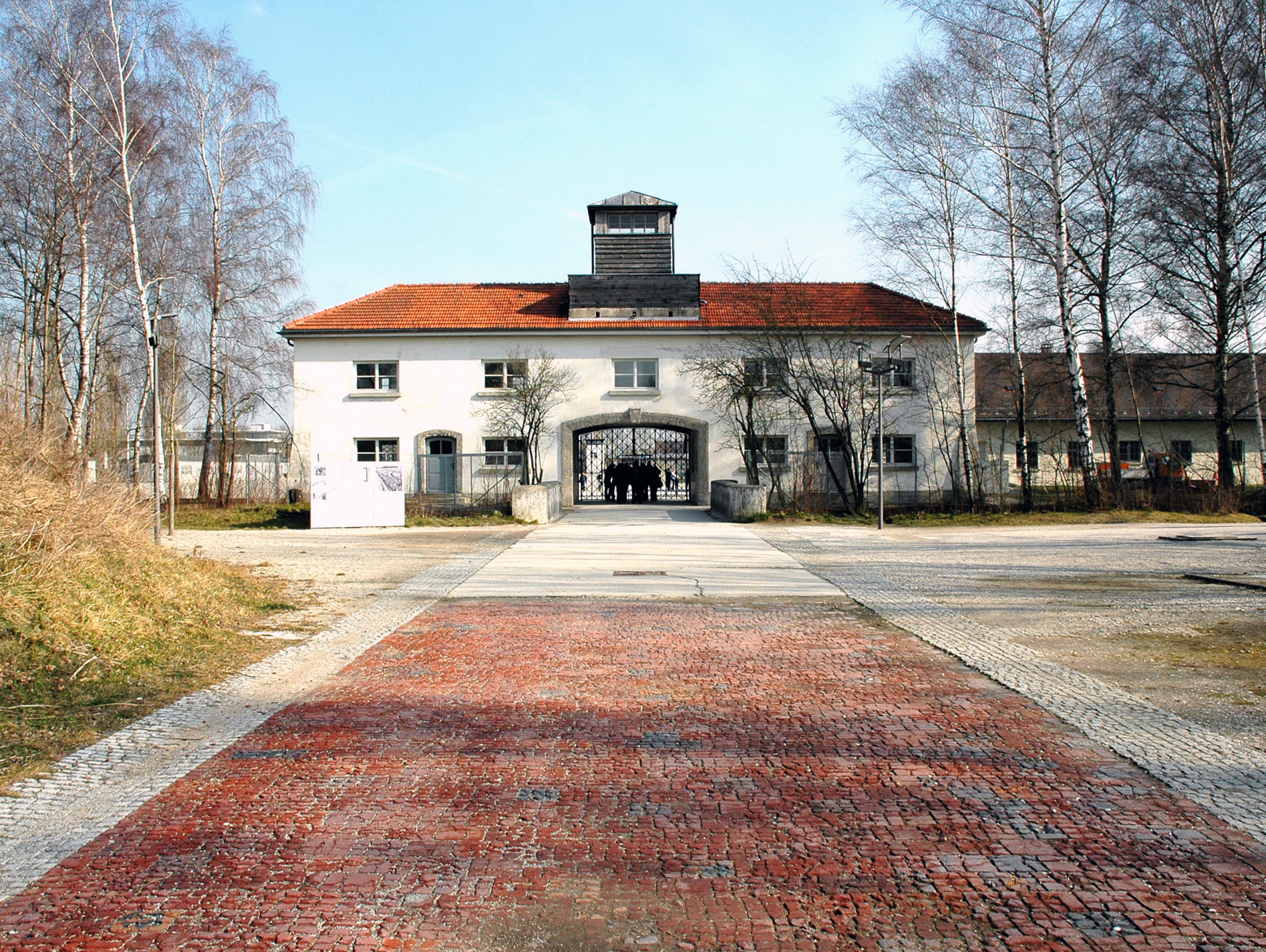
Jourhaus, das Gebäude in dem sich die Adjutantur und Lager-Gestapo befand

Es gab in der Hauptsache fünf Abteilungen unter Führung des Lagerkommandanten, die sich die Aufgaben teilten. Die strikte Hierarchie ermöglichte für die Angehörigen der Lager-SS deren Erziehung, den Aufstieg innerhalb des KZ-Systems und schuf teilweise Konkurrenz innerhalb der Abteilungen. Neben den fünf Abteilungen wurden die eigentlichen SS-Wachen, die Wachmannschaft, geführt.
- Abteilung I: Adjutantur

Die Kommandantur war die oberste Instanz, der Lagerkommandant war Befehlshaber des gesamten SS-Personals. Hier war auch die Postzensurstelle.
- Abteilung II: Lager-Gestapo (Politische Abteilung und Erkennungsdienst)

Diese Abteilung II konnte ziemlich eigenständig arbeiten. Sie entschied über Einweisung, Verlegung, Entlassung, Bestrafungen und Exekutionen der Gefangenen. Leiter war immer ein Angehöriger des SS-Sicherheitsdienstes (SD) oder ein Beamter der Gestapo oder Kriminalpolizei. Die Abteilung war zuständig für die Vernehmung der Häftlinge, Führen der Häftlingskartei mit Bildern, Personenbeschreibungen und Fingerabdrücken sowie für die Registrierung der Neuzugänge. Auch Flucht oder Tod von Lagerinsassen wurden von dieser Stelle bearbeitet. Die Verhöre durch die Gestapo und den SD waren bei allen Häftlingen gefürchtet. Diesen KZ-Dienststellen wurden nach 1945 zahlreiche Misshandlungen von Häftlingen nachgewiesen.
- Abteilung III: Schutzhaftlagerführung

Der Leiter der Schutzhaftlagers war gleichzeitig Stellvertreter des Kommandanten. Er führte in der Regel den amtlichen Schriftverkehr mit über- und untergeordneten SS-Dienststellen. Ihm unterstanden innerhalb des Lagers die Rapportführer, Blockführer und Kommandoführer. Sie bewachten innerhalb des Lagers und in den Außenkommandos und Nebenlagern die Zwangsarbeiten. Sie hatten Befehlsgewalt über Funktionshäftlinge und Häftlinge. Bei den Funktionshäftlingen wurde das System von Aufstieg, gestaffelter Macht und Konkurrenz ebenfalls genutzt.
- Abteilung IV: Verwaltung

An der Spitze stand der SS-Verwaltungsführer. Abteilung IV regelte die Versorgung mit Kleidung und Lebensmitteln. Das beschlagnahmte Eigentum der Häftlinge wurde hier verwaltet.
- Abteilung V: Sanitätswesen

Zur Abteilung V gehörten die KZ- beziehungsweise Lagerärzte und die SS-Sanitätsdienstgrade in den Krankenrevieren. Ihre frühe Aufgabe war die Überwachung des Gesundheitszustandes der Häftlinge. In späteren Jahren entwickelte sich zunehmend die Einlieferung ins Krankenrevier als Todesurteil. Tötungen mittels Phenol-Injektionen, teils tödliche medizinische Versuchsreihen, unnötige Operationen zu Übungszwecken wurden in den Baracken des Krankenreviers durchgeführt. Der Lager- und SS-Standortarzt stellte nach der Ermordung von Häftlingen nachträglich Totenscheine mit natürlicher Todesursache aus. Er veranlasste die unmittelbare Einäscherung der Toten, die anfangs im Städtischen Krematorium Münchens stattfand. In den Kriegsjahren fand sie im lagereigenen Krematorium statt. Für SS-Personal war der Lagerarzt auch gleichzeitig der örtliche Standortarzt.
- SS-Totenkopfwachsturmbann KL Dachau

Diese Truppe bildete die eigentliche Wachmannschaft des KZ. Der Wachsturmbann war für die Außensicherung des KZ verantwortlich und wurde teils auch im inneren Lagerbereich eingesetzt. Bei offiziellen Häftlings-Hinrichtungen stellte der SS-Totenkopfwachsturmbann vielfach die Henker.

## Lagerkommandanten

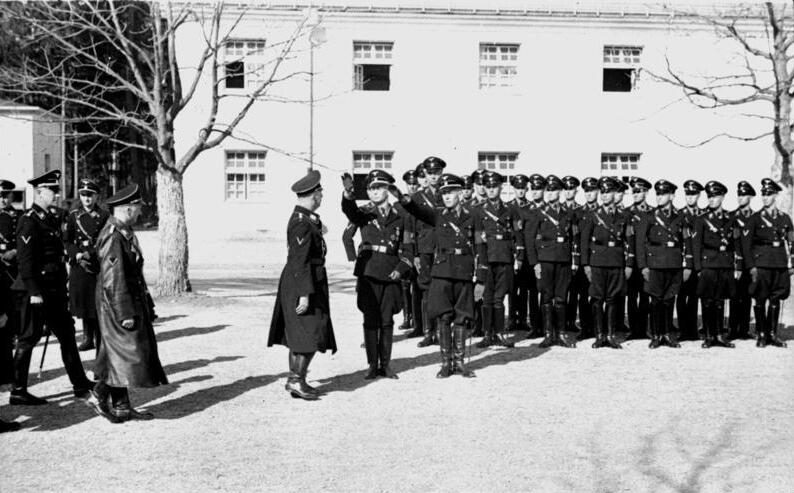
Himmler im SS-Bereich des Lagers.

- Hilmar Wäckerle erster Kommandant, März 1933 bis Juni 1933, zuvor Gutsverwalter und SS-Mitglied, danach SS-Stabsführer. Abgesetzt nach Ermittlungen der Staatsanwaltschaft München über die drei Mordfälle vom 12. April 1933.
- Theodor Eicke ab Ende Juni 1933 bis 7. Juli 1934, war zuvor SS-Oberführer

Nach der Ermordung Röhms wurde Eicke befördert und konnte die Inspektion der Konzentrationslager aufbauen und SS-Wachverbände leiten. Diese Zeit nach der Entmachtung der SA im Sommer 1934 war auch in Bezug auf die Lagerkommandanten eine Übergangszeit. Am 6. Dezember 1934 ernannte Himmler SS-Oberführer und Zahnarzt Alexander Reiner zum neuen Kommandanten. Reiner nahm zunächst Urlaub und wurde währenddessen „wegen ungebührlichem Verhaltens an seiner früheren Wirkungsstätte in Danzig“ seines Amtes enthoben. Er trat die Kommandantur nie an.
- Heinrich Deubel ab 10. Dezember 1934, war zuvor SS-Oberführer
- Hans Loritz ab 1. April 1936, war zuvor SS-Oberführer, wurde seines Amts enthoben, war später Kommandant im KZ Sachsenhausen.
- Alex Piorkowski vom 19. Februar 1940 bis September 1942
- Martin Weiß vom 1. September 1942 bis 31. Oktober 1943, danach Kommandant im Vernichtungslager Lublin-Majdanek
- Eduard Weiter vom 1. Oktober 1943 bis 26. April 1945, war letzter regulärer Kommandant

In den Tagen der Befreiung des Lagers floh ein Teil des Personals, die Lagerleitung wechselte: Martin Weiß vom 26. April bis 28. April 1945, Johannes Otto am 28. April 1945, und Heinrich Wicker am 28. April 1945 und 29. April 1945. Die Übergabe an die amerikanischen Truppen erfolgte durch den 23-jährigen SS-Untersturmführer Heinrich Wicker.

## Politische Abteilung (Lager-Gestapo)
- Johann Kick, Leiter der Politischen Abteilung von 1937 bis September 1944
- Otto Kloppmann, Leiter der Politischen Abteilung von September 1944 bis Ende April 1945

## Führung des Schutzhaftlagers (Gefangenen-Bereich)

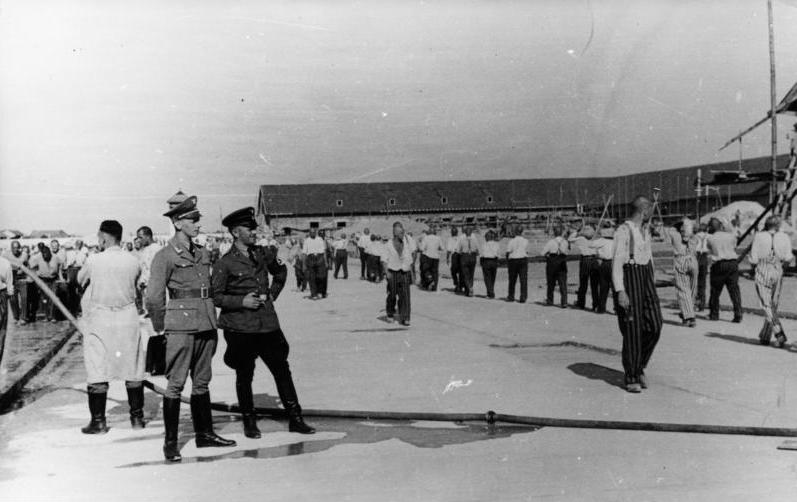
SS-Wachen und Häftlinge

- Günther Tamaschke, 1. Schutzhaftlagerführer, SS-Standartenführer. Stellvertreter von Lagerkommandant Eicke
- Michel Lippert, SS-Standartenführer. Führer des SS-Sturmbanns „D“, der Dachauer Wachverbände. Neben Günther Tamaschke war er Eickes stellvertretender Lagerkommandant.
- Albert Lütkemeyer, 1936–1940 Rapportführer,  Todesurteil 1947, Hameln
- Karl d’Angelo, 1. Schutzhaftlagerführer, SS-Standartenführer
- Jakob Weiseborn, 1. Schutzhaftlagerführer, SS-Sturmbannführer
- Hermann Baranowski, 1. Schutzhaftlagerführer, SS-Standartenführer
- Adam Grünewald, 1. Schutzhaftlagerführer, SS-Sturmbannführer
- Egon Zill, 1. Schutzhaftlagerführer, SS-Sturmbannführer
- Michael Redwitz, 1. Schutzhaftlagerführer, SS-Hauptsturmführer
- Franz Hofmann, 1. Schutzhaftlagerführer, SS-Hauptsturmführer
- Friedrich Ruppert, 1. Schutzhaftlagerführer, SS-Obersturmbannführer
- Josef Jarolin, Rapportführer und später 3. Schutzhaftlagerführer, SS-Obersturmbannführer
- Josef Seuß, Rapportführer und stellvertretender Schutzhaftlagerführer, SS-Hauptscharführer
- Franz Trenkle, Rapportführer und stellvertretender Schutzhaftlagerführer, SS-Hauptscharführer
- Leonhard Eichberger, Rapportführer und stellvertretender Schutzhaftlagerführer, SS-Hauptscharführer
- Franz Böttger, Rapportführer und stellvertretender Schutzhaftlagerführer, SS-Oberscharführer
- Johann Kantschuster, Arrestkommandant im KZ Dachau (1933–1939) und Lagerkommandant im KZ Fort Breendonk, SS-Obersturmbannführer
- Hans Steinbrenner, KZ-Aufseher verantwortlich für das „Begrüßungszeremoniell“ und die Prügelstrafe, SS-Untersturmführer
- Robert Erspenmüller, Führer des Wachkommandos und als „stellvertretender Kommandant“, SS-Sturmbannführer

## SS-Ärzte
Das Krankenrevier für die SS-Angehörigen wurde von einem SS-Chefarzt geleitet, die einzelnen Abteilungen leiteten SS-Ärzte. Meist waren es Absolventen der SS-Ärztlichen Akademie in Graz. In Dachau lernten auch Internisten und Zahnärzte chirurgische Eingriffe, da durch die Kriegszeiten ein erhöhter Bedarf an Chirurgen entstand.
1. Karl Babor, Assistenzarzt in der „Biochemischen Versuchsstation“, 1964 bei Addis Abeba tot aufgefunden.
2. Wilhelm Beiglböck, 1963 verstorben.
3. Rudolf Brachtel, SS-Hauptsturmführer, ab April 1941 im Lager Dachau, Freispruch, 1988 verstorben.
4. Karl Brandt, Chirurg, Todesstrafe.
5. Hans Eisele, SS-Untersturmführer. Todesstrafe, Begnadigung.
6. Hans Eppinger, 1946 Wien Suizid, vor Einvernahme im Nürnberger Ärzteprozess, siehe Wilhelm Beiglböck.
7. Erich Finke, Luftwaffenarzt, hat mit Rascher und Holzlöhner Unterkühlungsversuche durchgeführt
8. Fritz Hintermayer, Erster Lagerarzt, SS-Obersturmführer. Todesstrafe.
9. Ernst Holzlöhner
10. Wilhelm Jäger,[6] verurteilt im Nürnberger Ärzteprozess.
11. Dr. Rudolph Kießwetter, (andere Schreibweise: Kiesewetter), Biochemiker aus Magdeburg, spritzte 10 Häftlingen Eiter in die Oberschenkel bzw. in die Venen, 7 starben.[7] (Experimente mit Entzündungen: vgl. Sulfonamid-Experimente von Karl Gebhardt)
12. Dr. Lang, SS-Chefarzt des Krankenreviers, Vorgänger von Dr. Mürmelstatt[8]
13. Dr. Lauk, für einige Zeit Assistenzarzt in der Malaria-Versuchsstation von Schilling[9]
14. Enno Lolling, SS-Standartenführer, 1945 Suizid.
15. Joachim Mrugowsky, Todesstrafe.
16. Hans Münch, ab Januar 1945 im Lager Dachau. Im Krakauer Auschwitzprozess freigesprochen worden.
17. Helmut Mürmelstatt,[10]
18. Hans Nachtsheim
19. Dr. Nuernbergk, einer der ersten Lagerärzte[11][12]
20. Kurt Plötner
21. Helmut Poppendick
22. Fridolin Puhr, SS-Hauptsturmführer.
23. Sigmund Rascher, SS-Untersturmführer, erschossen von der SS.
24. Hans Romberg, Freispruch.
25. Paul Rostock, Chirurg, Freispruch.
26. Siegfried Ruff
27. Ernst Schenck, SS-Arzt. Verstorben 1998.
28. Claus Schilling, Tropenmediziner, Lagerarzt, Todesstrafe.
29. Oskar Schröder, (Prof. Dr. Schröder war Chef des Sanitätswesens der Luftwaffe und in Meerwasserversuche involviert)
30. Heinrich Schütz, Leiter der „Biochemischen Versuchsstation“ (Sulfonamide), SS-Sturmbannführer. 1975 verurteilt aber nie in Haft. (vgl. Sulfonamid-Experimente von Karl Gebhardt)
31. Horst Schumann, SS-Sturmbannführer, Prozess 1970, 2 Jahre Haft. 1983 verstorben.
32. Walter Sonntag, im Herbst 1942 in Dachau. SS-Hauptsturmführer.
33. Hellmuth Vetter, Todesstrafe 1949.
34. Wilhelm Witteler, SS-Sturmbannführer.
35. Waldemar Wolter, SS-Sturmbannführer.
36. Georg Weltz, Freispruch.(Prof. Weltz, führte in München für die Luftwaffe analog Unterkühlungsversuche an Tieren durch, und war bei einem Vortrag Raschers anwesend, d. h., er war über die Experimente an Menschen informiert.)
37. von Weyherns[13]

Für Selektionen von Häftlingen, die anschließend abtransportiert wurden z. B. in die NS-Tötungsanstalt Hartheim, kamen verschiedene Ärzte als Gutachter ins Hauptlager und in die Außenlager, z. B. die Ärztin Erika Flocken (Organisation Todt), oder Friedrich Mennecke (T4, Aktion 14f13, Euthanasiemorde).
Die direkte Behandlung und Pflege kranker Häftlinge wurde, sofern sie stattfand, hauptsächlich von den Häftlingsärzten und -pflegern (vgl. Funktionshäftling) nach Weisung der SS-Ärzte und SS-Sanitätsdienstgrade durchgeführt. Dabei kam es zum Teil zu medizinischem Handeln gegen direkte Befehle der SS um das Leben kranker Häftlinge zu retten. Sie waren teilweise von Beruf Mediziner beziehungsweise Krankenpfleger.

## Weiteres Personal

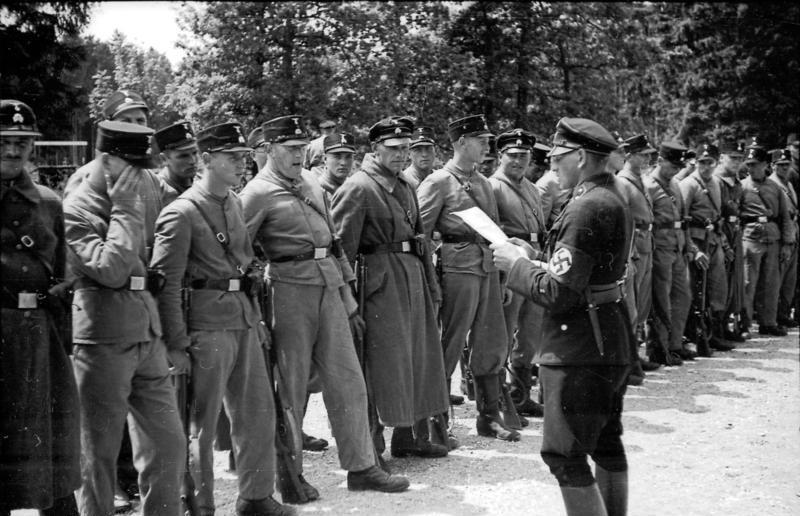
SS-Männer in den ersten Monaten des Lagers (27. Mai 1933)

Dachau war das erste große Lager der SS, dort waren zahlreiche spätere "SS-Größen" ausgebildet worden.
- Max Koegel, ab 1933 im Lager. Späterer Lagerkommandant in Majdanek.
- Adolf Eichmann, ab 1933
- Karl Fritzsch, ab 1933
- Rudolf Höß, von 1934 bis 1938 im KZ Dachau. Der spätere Kommandant von Auschwitz war zur Ausbildung in Dachau. Eicke leitete die Ausbildung der SS-Wachtruppe. Höß war Gefangenenblockführer, dann Rapportführer, zuletzt Gefangeneneigentumsverwalter.
- Theodor Bongartz, er erschoss Georg Elser
- Otto Rahn
- Wilhelm Kube
- Otto Kron

- In Außenlagern, in denen sich auch weibliche Häftlinge befanden, kamen vereinzelt weibliche Mitglieder des SS-Gefolges zum Einsatz, z. B. Therese Brandl, Ruth Elfriede Hildner, Maria Mandl.

### Sonderstellung
- Eleonore Baur, Krankenschwester im Rang einer SS-Ehrenführerin mit eigenem Arbeitskommando

## Funktionshäftlinge
Siehe: Häftlinge im KZ Dachau

## Die Dachauer Prozesse

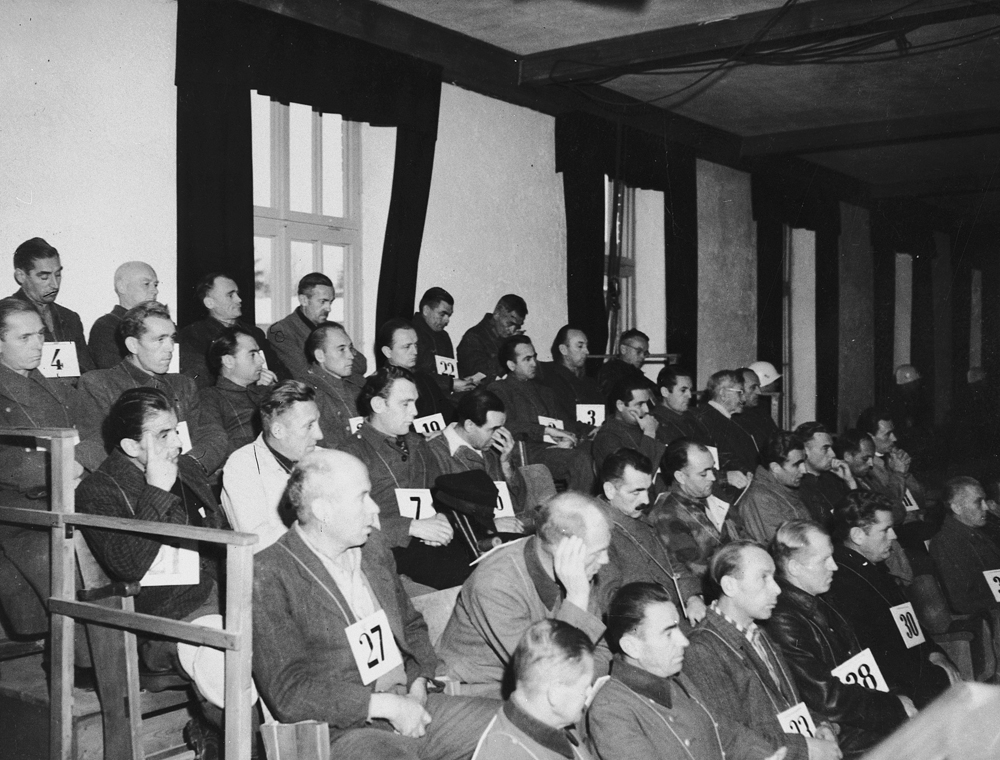
Anklagebank im ersten Dachauer Prozess

Das US-Militär nutzte das ehemalige Häftlings-Lager und die SS-Kasernen für die Inhaftierung von NSDAP-Funktionären und Angehörigen der SS. In Dachau wurden 489 Verfahren, die Dachauer Prozesse als US-Militärgerichtsprozesse mit 672 Anklagen durchgeführt.
Der erste Prozess, der Dachau-Hauptprozess (United States of America v. Martin Gottfried Weiss et al.) richtete sich gegen Teile der Mannschaft des KZ Dachau und wurde vom 15. November bis zum 13. Dezember 1945 durchgeführt. Auch KZ-Ärzte und O. Schulz als Vertreter der Deutschen Ausrüstungswerke (DAW, Ausbeutung der Sklavenarbeit) standen dort unter Anklage. Die 40 Angeklagten wurden sämtlich schuldig befunden und 36 von ihnen zum Tode verurteilt; 28 wurden 1946 im Landsberger Kriegsverbrechergefängnis gehängt. Dem Dachau-Hauptverfahren schlossen sich 121 Folgeprozesse mit etwa 500 Beschuldigten an.